# Quéménéven
Quéménéven település Franciaországban, Finistère megyében. Lakosainak száma 1116 fő (2022. január 1.). Quéménéven Locronan, Cast, Landrévarzec, Plogonnec és Plonévez-Porzay községekkel határos.

## Népesség
A település népességének változása:
| Lakosok száma | 1323 | 1155 | 1151 | 1149 | 1134 | 1122 | 1117 | 1114 | 1112 | 1116 |
|               | 1968 | 1982 | 1990 | 2006 | 2013 | 2015 | 2017 | 2019 | 2020 | 2022 |